# Олаф II Бьёрнссон
Олаф II Бьёрнссон (швед. Olof Björnsson, умер в 975) — полулегендарный король Швеции в 970—975 годы; согласно «Саге о Хервёр» и «Пряди о Стюрбьёрне — шведском претенденте», правил совместно со своим братом Эриком Победоносным.

## Биография
Олаф был отцом Стирбьёрна Сильного и Гирид от его жены Ингеборги Трандсдоттери. Он был отравлен во время пира, по мнению его сына, своим братом Эриком. По решению шведского тинга, Эрик лишил Стирбьёрна власти и объявил соправителем своего не родившегося ребёнка, на основании, что это будет сын (позже действительно родился сын — Олаф Шётконунг).